# Accussì grande
Accussì grande è il ventottesimo album del cantante napoletano Massimo Ranieri, pubblicato nel 2005 dall'etichetta discografica Sony Music.

## Il disco
Il disco è il terzo di una trilogia dedicata alla rivisitazione dei classici della canzone napoletana con arrangiamenti curati da Mauro Pagani e Mauro Di Domenico (gli altri due album sono Oggi o dimane del 2001 e Nun è acqua del 2003).
Le registrazioni sono state effettuate presso lo studio Officine meccaniche, e i tecnici del suono sono Taketo Gohara, Guido Andreani e Tommaso Colliva; il mixaggio, effettuato nello stesso studio, è stato curato da Paolo Iafelice.
La copertina raffigura una foto di Ranieri effettuata da Maurizio Viola, mentre la grafica del libretto è stata curata da Marco Sforzi.

## Tracce
1. La nova gelosia – 3:56 (Anonimo)
2. Dicitencello vuje – 4:08 (testo: Enzo Fusco – musica: Rodolfo Falvo; edizioni musicali La Canzonetta)
3. Furturella – 3:17 (testo: Pasquale Cinquegrana – musica: Salvatore Gambardella; edizioni musicali Bideri)
4. Catarì – 4:25 (testo: Salvatore Di Giacomo – musica: Pasquale Mario Costa)
5. Tu sì 'na cosa grande – 3:45 (testo: Roberto Gigli – musica: Domenico Modugno; edizioni musicali Curci)
6. Lacco ameno – 4:18 (testo: Enzo Bonagura – musica: Renato Carusone)
7. La pansé – 4:49 (testo: Gigi Pisano – musica: Furio Rendine; edizioni musicali Rendine)
8. Torero – 3:24 (testo: Nisa – musica: Renato Carusone; edizioni musicali Radio Record Ricordi)
9. Te voglio bene assaje – 3:21 (testo: Raffaele Sacco – musica: Gaetano Donizetti-Filippo Campanella)
10. Era de maggio – 4:06 (testo: Salvatore Di Giacomo – musica: Pasquale Mario Costa)
11. Lazzarella – 3:20 (testo: Riccardo Pazzaglia – musica: Domenico Modugno; edizioni musicali Curci)
12. Pigliate 'na pastiglia – 3:59 (testo: Nisa – musica: Renato Carusone; edizioni musicali Radio Record Ricordi)

Durata totale: 46:48

## Musicisti
- Massimo Ranieri: voce, chitarra
- Mauro Pagani: bouzouki, violino, flauto, mandolino, chitarra elettrica
- Mauro Di Domenico: chitarra acustica, chitarra classica
- Joe Damiani: batteria, percussioni
- Max Gabanizza: basso
- Eros Cristiani: tastiera, fiati
- Gavino Murgia: Sax Alto, Duduk, Launeddas, flauti di canna, cori
- Stefano Bollani: pianoforte in Tu sì 'na cosa grande e 'a pansé
- Stefano Di Battista: sax alto in Torero
- Fausto Beccalossi: fiati in Te vojo bene assai e Torero
- Noa: voce in Dicitinciello vuje
- Badara Seck: voce in La nove gelosia

Orchestra d'archi Edodea Ensemble:
- Edoardo De Angelis: violino
- Serafino Tedesi: violino
- Saule Kiliate: violino
- Paolo Costanzo: violino
- Luca Trolese: viola
- Alice Bisanti: viola
- Marco Lombardo: violoncello
- Anais Vitali: violoncello
- Ubaldo Ponzio: contrabbasso